# Techkon
Die Techkon GmbH mit Sitz in Königstein im Taunus bei Frankfurt am Main ist ein führender Hersteller von optoelektronischen Messgeräten für die Druckindustrie und Anbieter innovativer Lösungen im Bereich App-Entwicklung.

## Geschichte

### Allgemeines

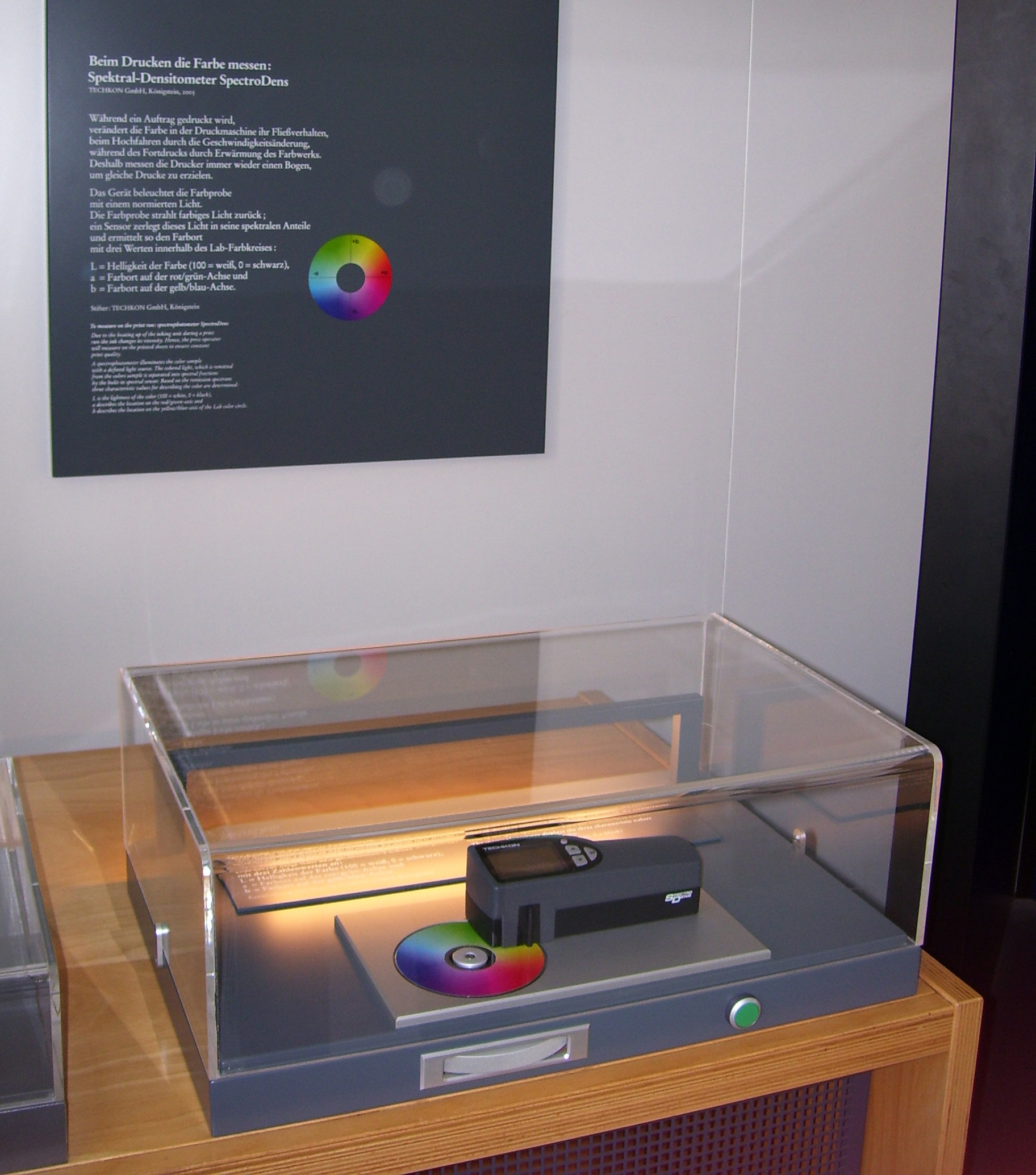
Spektraldensitometer (2004) von Techkon im Deutschen Museum, München

Das Unternehmen wurde 1983 gegründet. Es entwickelt und baut Densitometer, Spektraldensitometer, Farbmesssysteme und Druckplatten-Messgeräte sowie Software-Lösungen, die weltweit direkt und über den Fachhandel vertrieben werden.

### Messtechnische Innovationen für die Druckindustrie
In der Firmengeschichte finden sich mehrere Produkte, die die Entwicklung der optoelektronischen Messtechnik für die Druckindustrie mitbestimmt haben. Wichtigste Innovationen waren und sind
- 1984 die automatische Erkennung der Teildruckfarben und somit die automatische Messfilterwahl in der Auflichtdensitometrie;
- der Verzicht auf mechanisch bewegte Teile im Messkopf für Densitometer (1993) und Spektralfotometer (1995);
- 1995 das weltweit erste Spektraldensitometer;
- 1998 die automatische Erkennung von Messfeld-Übergängen aller Art in Scan-Densitometern und -Spektralfotometern für die Auswertung von Druckkontrollleisten und den Ugra/Fogra-Medienkeil;
- 2000 die Verwendung eines hochauflösenden Farbkamera-Sensors für die digitale Bildanalyse beim Messen auf Druckplatten;
- 2004 neuer Technologiestandard für Spektraldensitometer allgemein, darunter weltweit erstmals mit automatisch ein- und ausschwenkbarem Polfilter bei Moduswechsel Densitometrie/Spektralfotometrie, Funktionenanzahl und -auswahl;
- 2007 die weltweit erste Realisierung dieses neuen Technologiestandards für Spektraldensitometer in elektromotorisch scannenden Spektraldensitometern;
- 2010 ein Inline-Spektralfotometer speziell für die Echtzeit-Messung an schnell laufenden Flexo- und Inkjet-Rollendruckmaschinen;
- 2012 die weltweit erste Ausstattung drucksaalrobuster Spektraldensitometer mit dem physikalisch korrekten Messmodus M1 gemäß ISO 13655:2009 durch komplette Umstellung der Messbeleuchtung auf LED-Technologie;
- 2012 die weltweit erste professionelle Smartphone-App mit reproduzierbarer Präzision für die Anwendung im Drucksaal (Messung der Passgenauigkeit von Mehrfarbendrucken).

Beim jährlich verliehenen Innovationspreis der Deutschen Druckindustrie erhielt im Jahr 2004 das Spektraldensitometer SpectroDens in der Kategorie C2 „Innovativste Technologie in der Drucktechnik“ den 3. Preis. Grund der Preisvergabe waren neben der Funktionalität die ergonomische Ein-Hand-Bedienbarkeit.
Ein Exemplar dieses Spektraldensitometertyps wurde am 17. Dezember 2006 dem Deutschen Museum in München übergeben. In der Abteilung Kommunikation, Ausstellung Drucktechnik, lernen die Besucher, dass sich Farben als Zahlenwerte darstellen lassen, indem sie selbst mit dem Messgerät an einer Spektralfarbenscheibe Messungen durchführen können.

### InnovationLab mit branchenübergreifender Bedeutung
Angesichts der rapiden Verbreitung von Smartphones, die sich durch eine praxistaugliche Digitalkamera und eine hohe Verarbeitungsgeschwindigkeit von Apps auszeichnen, fasst Techkon seit 2013 unter dem Begriff InnovationLab alle Aktivitäten zusammen mit dem Ziel, Apps und ergänzende Hardware zu entwickeln, womit das Unternehmen seine messtechnische Kompetenz auf neue Anwendungsmärkte überträgt. Ein Schwerpunkt liegt dabei auf der exakten Farberfassung und -kommunikation mit mobilen Endgeräten. Weitere Aktivitäten betreffen die kognitive Bildanalyse auf Smartphones.
Damit manifestiert Techkon zugleich eine neue Philosophie der Messtechnik: Anstelle dedizierter Messgeräte mit hohen Entwicklungs-, Fertigungs- und Versandkosten werden vorhandene, de facto messtaugliche Geräte (Smartphones) durch Apps und Zubehör zu professionellen Messgeräten aufgewertet sowie außerdem als Datenübertragungs- und Visualisierungsgeräte in Messszenarien eingebunden. Außerdem dehnt InnovationLab den Basis-Plattform-Gedanken vom Smartphone auf Hardware allgemein aus.
Bereits verfügbare InnovationLab-Anwendungsbeispiele dienen verschiedensten technischen und medizinischen Zwecken:
- ColorCatcher – Verwendung des Smartphones für die exakte Farberfassung und -kommunikation, erstmals als kalibrierbares Farberkennungsgerät (die Kalibrierung auf eine standardisierte Farbtafel war bisher bei ähnlichen Apps nicht möglich gewesen), das den nächstliegenden RAL-Classic-Farbpalettenwert sowohl als CIELAB-Werte wie auch als webtaugliche sRGB-Werte einschließlich Delta-E-Farbabweichung und Treffergüte anzeigt;

- BiliKid – medizinische Spezialanwendung der ColorCatcher-Technologie (exakte Farberfassung und -kommunikation) für das farbmetrische Bestimmen der Bilirubin-Konzentration bei Neugeborenen (Ikterus-Symptom), indem mit der Smartphone-Kamera der Hautton des Kleinkindes farbmetrisch erfasst und mit einer speziellen Gelbgrad-Skala verglichen wird; Pflegepersonal kann damit einfaches mehrtägiges Monitoring durchführen, wobei die App bei einem bedenklichen Gelbtrend die fachärztliche Untersuchung vorschlägt;

- SpectroBase – messtechnische Basis-Plattform, die in Hard- und Software auf branchen- und kundenindividuelle Anforderungen zugeschnitten werden kann; generell ist eine farbmetrische Analyse von Flüssigkeiten, Pasten, Granulaten, Pulvern und ebenen Oberflächen möglich, die für die Nutzung in der Lebensmittelindustrie (z. B. Bestimmung des Röstgrades von Kaffee), der chemischen Industrie (z. B. Konzentration von Flüssigkeiten) oder der Rohstoffverarbeitung (z. B. Weißgrad von Kalk) konkretisiert wird; das Smartphone dient dabei der zusätzlichen Visualisierung und Datenübernahme in andere Anwendungen:

- ZählerCheck – Verwendung des Smartphones als Lesegerät für Stromzählerstände mit Hilfe der kognitiven Bildanalyse; ähnlich wie beim Erfassen und Interpretieren eines QR-Codes wird die Smartphone-Kamera auf die Ziffernanzeige des Zählers gerichtet, der Zählerstand optisch erfasst und als Ziffernfolge mit Maßeinheit interpretiert.

## Produktportfolio
Die Produktpalette umfasst:
- Spektraldensitometer (für Einzelmessungen sowie handgeführte und elektromotorische Streifenscan-Messungen),
- Druckplattenmessgeräte (für Offsetdruckplatten),
- Qualitätssicherungs-Software für den Offsetdruck,
- Farbmetrik-Software für Farbmessaufgaben aller Art,
- Smartphone-Apps für messtechnische Anwendungen in der Druckindustrie (z. B. für die Passgenauigkeit im Mehrfarbendruck) in verschiedenen Druckverfahren oder in anderen, medienfremden Branchen (siehe InnovationLab).

## Kooperation mit Standards erarbeitenden Institutionen
In Zusammenarbeit mit den Forschungsinstituten Fogra (Druckindustrie Deutschland) und Ugra (Druckindustrie Schweiz), den Verbänden Bundesverband Druck und Medien e.V. (Druckindustrie Deutschland), INCA FIEJ Research Association (Zeitungsdruck/-verlagswesen weltweit) und DFTA (Flexodruck deutschsprachige Länder an der Hochschule der Medien Stuttgart) entstanden mehrere Lösungen, die messtechnischen Anforderungen unter speziellen Produktionsbedingungen genügen oder komplette Arbeitsvorschriften aus ISO- und Branchenstandards unterstützen oder umsetzen, beispielsweise
- ein System zur universellen Parametererfassung im Zeitungsoffsetdruck unter Verwendung des „Ugra/Fogra MiniTarget“ auf Basis einer Bildanalyse einer einzigen Digitalaufnahme;
- ein Messkopf für die permanente Prozess- und Qualitätskontrolle in hoch automatisierten Produktionslinien für die Druckplattenbebilderung als Basistechnologie für Closed-Loop-Lösungen, die verschiedenen Herstellern von Druckplatten-Bebilderungssystemen, -Entwicklungsmaschinen und -Abkantgeräten zur Verfügung gestellt wurde;[6]
- ein Hilfsmittel für die Tonwertkompensation bei der digitalen Bebilderung von Fotopolymerdruckplatten im Flexodruck;[7]
- die erstmalige Implementierung der Fogra Measuring Bar-Wertetabelle in Plattenmessgeräten, die bei automatischer Anwendung kalibrierte Bedingungen bei jedem Plattenmessvorgang schafft;
- die Unterstützung einer automatischen Messung des Ugra/Fogra-Medienkeils – dem europaweit anerkannten Kontrollelement für die Farbverbindlichkeit im Medienstandard Druck, der vom Bundesverband Druck und Medien (bvdm) herausgegeben und regelmäßig aktualisiert wird – in den Spektraldensitometer-Gerätereihen;
- die Berücksichtigung konkreter Referenztabellen und Arbeitsanleitungen aus ISO-12647 und bvdm Prozess Standard Offsetdruck in den Spektraldensitometer-Gerätereihen, z. B. die ISO-Papierklassen oder die Übereinstimmung mit der vorgeschriebenen Prozessfarben-Reihenfolge.

## Auslandsniederlassungen
In den Hauptmärkten Nordamerika und Südostasien wird der Vertrieb durch die Niederlassungen Techkon USA LLC in Danvers (Massachusetts) und Techkon Japan Co. Ltd. in Abiko (Chiba) geleitet. Techkon USA beschäftigt außerdem ein eigenes Entwicklerteam, das z. B. für Inline-Spektralfotometer (für schnell laufende Flexo- und Inkjet-Rollendrucksysteme) verantwortlich zeichnet.

## Übernahme durch Datacolor
Im Januar 2025 ist Techkon GmbH durch Datacolor aufgekauft worden. Im Juni 2025, ist auch die Auslandsniederlassung Techkon USA LLC von Datacolor übernommen worden.